# Neptunobolus hogei
Neptunobolus hogei är en mångfotingart som beskrevs av Christoph D. Schubart 1949. Neptunobolus hogei ingår i släktet Neptunobolus och familjen Pachybolidae. Inga underarter finns listade i Catalogue of Life.